# Jean-Robert Bourdage
Pour les articles homonymes, voir Bourdage (homonymie).
Jean-Robert Bourdage, né le 15 juillet 1964 à Montréal au Québec, est un comédien professionnel québécois.

## Biographie
Jean Robert a grandi à Québec puis est revenu à Montréal en 1989 pour poursuivre ses études en art dramatique.
Il réside présentement à Montréal et travaille aussi à l'occasion à Toronto.

## Filmographie

### Au cinéma
- 2011 : Le Vendeur : "La voix d'un politicien"
- 2009 : 1981 : "L'Avocat"
- 2008 : 40 is the New 20 : "Martin"
- 2007 : Magique! : "Le Propriétaire"
- 2007 : Truffe : "Le client affamé"
- 2006 : Wargames II: The Dead Code : "The Vendor"
- 2006 : La Boîte à Souvenirs : "Richard Tremblay"
- 2006 : Burning Mussolini : "Frenchman"
- 2005 : Weenie Wednesday : "Tremblay"
- 2004 : Vendus : "Vito Valiquette"
- 2003 : L'Éternel et le Brocanteur : "L'homme à la dynamite"
- 2003 : Le Pigeon : "Thierry"
- 2002 : Histoire de Pen : "La Voix du Trou"
- 2001 : Mea Culpa : "Le Poète"
- 2000 : Jeune Fille à la Fenêtre : "Déménageur"
- 2000 : La Vie après l'amour : "Patient docteur Bilodeau"
- 2000 : Mack Sennett, King of Comedy : "Mr Shoemaker"
- 1999 : Quand je serai parti... vous vivrez encore : "St-Ours"
- 1999 : Cinq Minutes de Détente : "L'Ambulancier"
- 1997 : J'en suis ! : "L'Antiquaire"
- 1993 : Doublures : "Doorman"

### À la télévision
- 2011 : Le Gentleman II : "Conrad, le coroner"
- 2009 : Le Temps d'une Molle : "Détenu Samuel"
- 2008 : Le Gentleman : "Conrad, le coroner"
- 2008 : Deux Gars sur une Poutre (André Sauvé) : "gars"
- 2007 : Une grenade avec ça? : "Le Jarret Masqué"
- 2007 : The Foundation : "Chef Papa Claude"
- 2006 : Pure Laine : Le Curé
- 2005 : The Tournament : Jean-Claude Barabé
- 2004 : Nos étés : Roger
- 2004 : 3X Rien : Le Camionneur
- 2004 : Il était une fois dans le trouble : Jos Les Pectoraux, avocat-lutteur (2004-2010)
- 2004 : Les Poupées Russes : Jerry Lussier
- 2003 : 450, chemin du Golf : "Arnaqueur"
- 2002 : Grande Ourse : Marcel
- 2001 : Rivière-des-Jérémie : Grenouille
- 1994 : Les grands procès : Caporal Blinco

## Théâtre
En tant qu'acteur :
- 2011 : Phaedra's Love : "doctor / priest"
- 2010 : Contes Urbains : conteur
- 2010 : Bliss : manager
- 2008 : La Locandiera : Le Comte d'Albafiorita
- 2006 : Le Château : Le Maire
- 2005 : Le Comte de Monte Cristo : Giovanni Bertuccio
- 2004 : Edmond Dantès : Pénélon / Le Geôlier
- 2003 : Le Journal d'un Fou : Avksenty Ivanovich Poprichtchine
- 2002 : Oportèt : Eugène Venter
- 2001 : MacBeth : Angus
- 2000 : L'Odyssée : Liodès / Elpénor
- 1999 : Portrait d'une femme : M. Ausanneau / Dr. Schlessinger
- 1999 : Malina : Choreute / Le Critique
- 1999 : Roméo et Juliette : Oncle Capulet / L'Apothicaire
- 1998 : Festival des Courtes Pièces : 9 personnages
- 1997 : Cyrano de Bergerac : 4 personnages
- 1997 : Thérèse, Tom et Simon : Roger le IATSE
- 1996 : Les Gagnants : Sylvio / Fred
- 1996 : La Faim : Le Policier
- 1995 : Le Chef Lance L'eau : La Trouille
- 1995 : Si la tendance se maintient : Le Policier
- 1995 : 50 + 1 : 50 personnages

En tant que metteur en scène :
- 2006 : Théâtre Sans Animaux